# Eliot Hodgkin
Curwen Eliot Hodgkin (Londra, 19 giugno 1905 – Londra, 31 maggio 1987) è stato un pittore britannico.

## Biografia
Eliot Hodgkin è nato il 19 giugno 1905. Era l'unico figlio di Charles Ernest Hodgkin e Alice Jane Brooke.
La famiglia Hodgkins, quacchera, aveva come punto di riferimento Roger Fry.
Eliot, cugino del pittore astrattista Howard Hodgkin, frequentò la Harrow School dal 1919 al 1923. La carriera artistica vera e propria iniziò a Londra alla Byam Shaw School of Art School ed alla Royal Academy Schools di Francis Ernest Jackson.

## Produzione artistica
Anche se iniziò a dipingere con colori ad olio, gran parte della sua produzione successiva fu a tempera.
Si specializzò nel dipingere nature morte. Alcune sue opere sono conservate presso importanti collezioni pubbliche inglesi, tra le quali la Tate Gallery di Londra.